# Gliese 98
Gliese 98 is een tweevoudige dubbelster in het sterrenbeeld Walvis op 55 lichtjaar van de zon. De ster bestaat uit een oranje dwerg en een rode dwerg.